# Espèrties
Espèrties (en llatí Sperthias, en grec antic Σπερθίης) va ser un noble espartà, que es va oferir voluntàriament junt amb un altre noble, Bulis, per anar a la cort de Xerxes I de Pèrsia per rebre el càstig que reclamava Talitíbios, indignat perquè els espartans havien matat als enviats del rei Darios I el Gran de Pèrsia a Esparta. A la seva arribada a Susa va ser alliberat per Xerxes sense cap càstig. Es coneix una cançó dolorosa, que cita el poeta Teòcrit de Siracusa sobre aquest Espèrties que sembla que es va compondre quan ell i el seu company van marxar d'Esparta.